# Wolf Island Township
Pour les articles homonymes, voir Wolf Island (homonymie).
Wolf Island Township est un township, situé dans le comté de Mississippi, dans le Missouri, aux États-Unis,.
Le township est fondé en 1845 et baptisé en référence à l'île du même nom située sur le fleuve Mississippi.

### Source de la traduction
- (en) Cet article est partiellement ou en totalité issu de l’article de Wikipédia en anglais intitulé « Wolf Island Township, Mississippi County, Missouri » (voir la liste des auteurs).